# 岩坂名奈
岩坂名奈（1990年7月3日—），出生於日本福岡縣福岡市，是日本女子排球運動員，身高187公分，體重70公斤，場上位置為副攻。

## 生涯簡介
2008年，岩坂在東九州龍谷高等學校就讀期間，與同級生松浦寬子聯手協助同校女排獲得春季高校排球大賽及全國高校體育大會的冠軍，也在同年的日本國民體育大會中獲得亞軍。
另一方面，岩坂也曾經代表日本女排青年軍出戰多項賽事。在2007年的第6屆亞洲青少年女排錦標賽(U-18)、世界青少年女子排球錦標賽(U-18)以至2008年的亞洲青年女排錦標賽，日本女排青年軍都獲得冠軍。
2009年4月，岩坂正式加盟久光製藥Springs。同月也首次被錄取至日本女排集訓名單。

## 生涯及得獎經歷
- 生涯簡歷

福岡市立高宮中學→東九州龍谷高等學校（2006-2009年）→久光製藥Springs（2009年至今）
- 日本女排 - 2009年

## 外部連結
- 久光製藥Springs
- 岩坂名奈個人檔案（久光製藥Springs網站內）